# Сережино (Вологодская область)
Сережино — деревня в Грязовецком районе Вологодской области.
Входит в состав Комьянского муниципального образования, с точки зрения административно-территориального деления — в Ведерковский сельсовет.
Расстояние до районного центра Грязовца по автодороге — 42,5 км, до центра муниципального образования Хорошево по прямой — 6 км. Ближайшие населённые пункты — Рябиновка, Щекутьево, Вознесенье.
По переписи 2002 года население — 1 человек.